# Filmåret 1897

## Händelser

### Okänt datum
- Den första filminspelningen i Sverige äger rum.

## Årets filmer
- Akrobat med otur
- Avestaforsen
- La Bandera Argentina
- Byrakstugan[1]
- Kørsel med Grønlandske Hunde
- Slagsmål i Gamla Stockholm

## Födda
- 11 januari – Ivar Hallbäck, svensk operasångare (andre tenor) och skådespelare.
- 17 januari – Nils Asther, svensk skådespelare.
- 1 februari – Gösta Stevens, svensk journalist, manusförfattare, regissör, sångtextförfattare och översättare.
- 7 februari – Henry Richter, svensk journalist och manusförfattare.
- 10 februari – Judith Anderson, amerikansk skådespelare.
- 17 april – Thornton Wilder, amerikansk författare och manusförfattare.
- 27 april – Gösta Bodin, svensk skådespelare och sångare.
- 27 maj – Eric Gustafsson, svensk skådespelare och sångare.
- 6 juli – Carl von Haartman, finländsk skådespelare och regissör.
- 31 juli – Margit Andelius, svensk skådespelare.
- 12 augusti – Ester Roeck-Hansen, svensk skådespelare.
- 23 september – Walter Pidgeon, skådespelare.
- 25 september – Anna-Lisa Baude, svensk skådespelare.
- 3 oktober – Tyra Fischer, svensk skådespelare.
- 13 oktober – Kolbjörn Knudsen, svensk skådespelare.
- 2 november – Arthur Fischer, svensk skådespelare, författare, skulptör, akvarellist och tecknare.
- 9 november – Hilmer Peters, svensk skådespelare och inspicient.
- 22 december – Max Hansen, dansk skådespelare, sångare, kompositör och manusförfattare.

### Fotnoter
1. ↑  Florman, Ernest (14 augusti 1897). ”Byrakstugan”. https://www.imdb.com/title/tt0196419/. Läst 23 juli 2024.